# 第3太陽周期
第3太陽周期（だいさんたいようしゅうき、Solar cycle 3）は、1755年に太陽黒点の活動が記録され始めてから3番目の太陽活動周期である。1775年6月から1784年9月まで9年3ヶ月続いた。月平均の平滑化太陽黒点数の最大は264.2個（1778年5月）であり、最小（周期開始時）は12.0個であった。
ウィリアム・ハーシェルは、この周期から太陽黒点の観測を始めた。

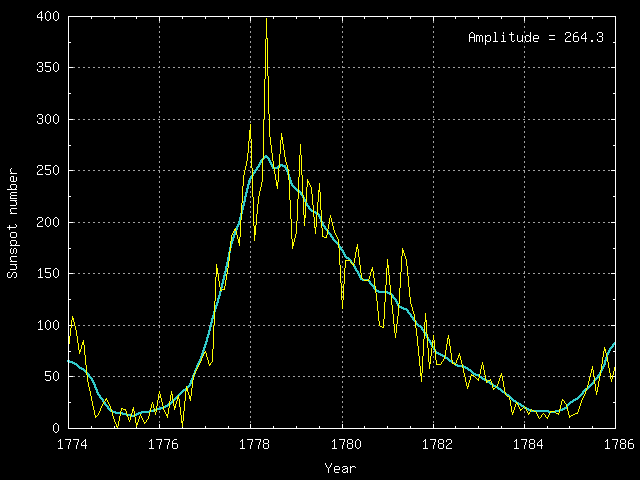
黄色い線は月平均の黒点数、青い線は平滑化された黒点数を表す